# Tord Sigvaldaskald
Tord Sigvaldaskald (Þórðr Sigvaldaskáld) var en isländsk furstelovskald verksam under 990-talet och 1000-talets två första decennier. Han antas ha dött före år 1030. Tord är känd som den ständigt frånvarande fadern till en av Islands största skalder, Sighvat Tordsson (Sighvatr Þórðarson).
Tord tycks ha fört ett äventyrligt och kringflackande liv. Tillnamnet "Sigvaldaskald" fick han som hirdskald hos den ökände jomsvikingen Sigvald jarl, son till "Skånekungen" Strutharald. Senare blev han också hirdskald hos Sigvalds bror Torkel höge. Någon gång vid 1010-talets början tycks han, enligt Heimskringla, ha prövat lyckan som kringseglande köpman (farmaðr). Det var då han träffade, och slog sig ihop med, Olav den helige som var på vikingatåg i västerled. När Olav år 1015 återvände till Norge för att skapa sig ett eget kungadöme följde Tord med. Samma år, på vintern, träffade han i Trondheim sin då "nästan fullvuxne"  son Sighvat, som debuterade som skald inför kung Olav och gjorde stor lycka med en drapa om kungen.
Av Tords egna dikter finns ingenting bevarat. Att han var jomsvikingarnas skald bekräftas dock av Skáldatal. Tord är kortfattat omnämnd i Heimskringla  och i storsagan om Olav den helige (Saga Óláfs konungs hins Helga).